# Permesso di soggiorno

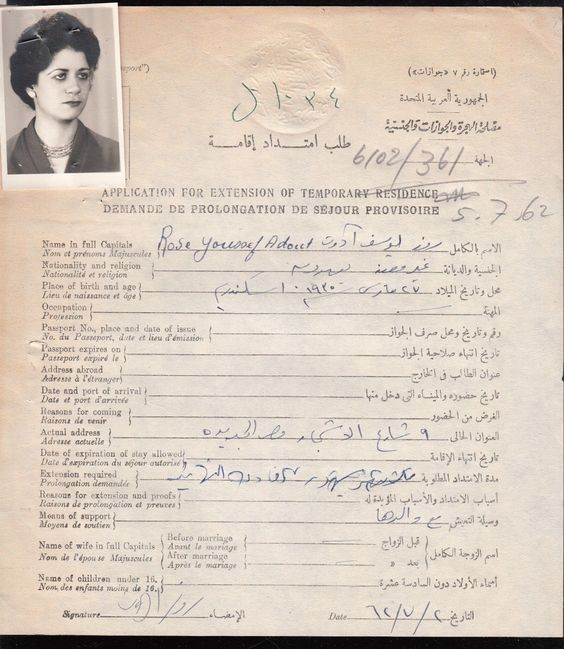
Un permesso di soggiorno egiziano del 1962

Il permesso di soggiorno, nel diritto amministrativo e in diritto internazionale, è un documento rilasciato da un'amministrazione di uno Stato a un individuo straniero; con il connesso titolo si consente al cittadino di uno stato estero di trattenersi nel territorio nazionale per periodi di durata superiore a quelli normalmente previsti da un visto.

## Nel mondo

### Francia
In Francia il titolo è rilasciato dalle prefetture, che sino al 2006 emettevano il titolo di residente (titre de résident), valido per un periodo di 10 anni, e la carta di soggiorno temporaneo (carte de séjour temporaire), valida per un anno. Gli stranieri provenienti dall'Algeria sono sottoposti a un regime specifico, dipendente dagli accordi Francia-Algeria del 27 dicembre 1968. Gli accordi, in quanto trattato internazionale, sono norme di rango più elevato rispetto al CESEDA e pertanto prevalgono su di esso; la giurisprudenza amministrativa ha inoltre parificato la carta alla certificazione di residenza.
In seguito la disciplina generale è stata ordinata con la previsione di 4 tipi di soggiorno temporaneo, ciascuno con il suo specifico permesso:
- la carta di soggiorno temporaneo (carte de séjour temporaire), della durata di un anno, rinnovabile salvo eccezioni. A seconda delle qualità soggettive dello straniero ci sono permessi specifici e relativi diversi documenti, perciò c'è una carte diversa per ciascuna delle seguenti condizioni del forestiero:
  - "Visiteurs", visitatori
  - "Étudiants", studenti
  - "Stagiaires", stagisti
  - "Scientifiques", scientifici
  - "Profession artistique et culturelle", professioni artistiche e culturali
  - "Salariés et travailleurs temporaires", salariati e lavoratori a tempo
  - "Commerçants, industriels et artisans", commercianti, industriali e artigiani
  - "Non salariés", non salariati
  - "Travailleurs saisonniers", lavoratori stagionali
  - "Salariés détachés", salariati distaccati
  - "Vie privée et familiale", vita privata e familiare

- la carta "compétences et talents" (competenze e talenti), valida per tre anni rinnovabili,
- la carta di résident (residente), valida per 10 anni rinnovabili; il numero di stranieri che hanno ottenuto per la prima volta la carta decennale è stato di 39.697 nel 2003 e 24.133 nel 2006, con un decremento del 40%[5].
- la carta di soggiorno "retraité" (pensionato), valida per 10 anni rinnovabili.

Le condizioni d'attribuzione dei diversi tipi di permesso sono previste negli artt. L-311-1 e ss. del CESEDA.
Allo straniero in attesa di permesso possono essere rilasciate una o più ricevute (récépissés) aventi una validità di tre mesi, con successiva riduzione della durata effettiva della carta; lo straniero che avesse ottenuto delle ricevute, riceverà comunque una carta di soggiorno che reca la data della sua domanda, e la carta scadrà al termine che avrebbe avuto se gli fosse stata consegnata il giorno stesso della sua domanda.
I documenti attestanti il titolo al soggiorno sono tutti denominati "carta" (carte) e non "permesso" (permis); nel diritto francese tale denominazione è sì utilizzata, ma è riservata a documenti attestanti titoli di natura dichiaratamente concessoria come il permis de conduire (patente di guida).

### Italia
Il permesso di soggiorno è un'autorizzazione rilasciata dalla Polizia di Stato, che deve essere richiesta dai soggetti extracomunitari per poter soggiornare nel territorio dello Stato per più di otto giorni, oppure di novanta giorni se in possesso di visto d'ingresso per motivi di turismo. Non è richiesto per i cittadini di altri stati facenti parte dell'Unione europea in quanto in possesso della cittadinanza europea.
Esso è disciplinato dal d.lgs. 25 luglio 1998 n. 286 e dal relativo regolamento di attuazione di cui al D.P.R. n. 179 del 14 settembre 2011.

### Stati Uniti d'America
Negli Stati Uniti d'America il titolo per il soggiorno prolungato dello straniero nel territorio dell'Unione è attestato dalla "carta verde" (Green Card).

### Unione Europea
Nell'Unione europea, i cittadini dei Paesi membri dell'Unione europea non sono soggetti all'obbligo di munirsi di un titolo per il soggiorno anche prolungato nel territorio di un altro stato membro, ai sensi e per effetto della Convenzione di Schengen. Essa riguarda l'apertura delle frontiere tra gli Stati membri dell'Unione europea, mentre l'Acquis di Schengen regola i rapporti tra gli stati firmatari della predetta convenzione; il permesso di soggiorno CE per soggiornanti di lungo periodo è un tipo di permesso a tempo indeterminato, valido per tutta l'Unione Europea.